# Czechy (Jaworzyna Śląska)
Czechy (deutsch Tschechen; 1937–1945 Friedrichsrode) ist ein Dorf in der Stadt- und Landgemeinde Jaworzyna Śląska im Powiat Świdnicki der Woiwodschaft Niederschlesien in Polen. 

## Geographie
Czechy liegt etwa zwei Kilometer nördlich von Jaworzyna Śląska (Königszelt) und etwa drei Kilometer südöstlich von Strzegom (Striegau).

## Geschichte
Der Ortsname verweist möglicherweise auf eine in der ersten Hälfte des 11. Jahrhunderts von Böhmen gegründete Siedlung. In Bezug auf eine Schenkung des Bischofs Walter von Breslau an die Kirche des hl. Petrus von Striegau im Jahre 1163 wurde Tschechen erstmals urkundlich erwähnt. 1201 steht das Dorf in einer Schenkung des Bischofs Cyprian von Breslau an die Johanniter zu Striegau.

### Besitzer
Eigentümer des Dorfes waren: 1342 Gottfried von Girlachsheim und 1396 Sander von Grunau. Nach dem Aussterben der Familie von Senil fiel es als offenes Lehen an die böhmische Krone zurück. 1402 belehnte König Wenzel Nikolaus von Zedlitz damit, der es 1407 an Johann von Klausnitz zu Schweinitz veräußerte. Letztere überließ es 1410 dem Bürger zu Schweidnitz George Schwenkenstegel. Im selben Jahr verkaufte Sander von Grunau seinen Anteil an das Jungfernstift zu Striegau, von welchem ein Teil des Dorfes an Stephan von der Heyde gelangte. 1419 besaß es Johann von Wiltperg. Den anderen Teil überließ das Jungfernstift 1419 dem Janlein von Schellendorf. 1427 übergab Wiltperg seinen Anteil an Konrad von Nimptsch. 1435 veräußerte Konrad von Nimptsch seinen Anteil an die Brüder Opitz und Hayn von Czirn. Diese hatten auch den zweiten Anteil von Nitsche von Schellendorf und schließlich 1437 den dritten Anteil von August von Stewitz an sich gebracht. 1463 besaß das ganze Dorf die Witwe das Hans von Czirn, von der es 1464 Nikolaus von Warnsdorf erhielt. Auf ihn folgten Bernhard von Nostitz und 1467 Hans George von Seidlitz. 1500 gehörte es Hans von Czirnau, 1548 dem Landeshauptmann Matthes von Logau, der seine Obergerichte und Urbarien bewies, 1619 Wolfgang von Kalkreut, 1677 Heinrich von Poser, 1694 Karl Justus Freiherr von Zedlitz auf Gohlitsch und schließlich Hans Heinrich Graf von Hochberg auf Fürstenstein und Rohnstock, deren Familie es noch Ende des 18. Jahrhunderts besaß.

### Neuzeit
Nach dem Ersten Schlesischen Krieg fiel Tschechen 1742 wie fast ganz Schlesien an Preußen. Nach der Neugliederung Preußens gehörte Tschechen seit 1815 zur Provinz Schlesien und wurde 1816 in den Landkreis Schweidnitz eingegliedert, mit dem es bis 1945 verbunden blieb. Nach dem Dreißigjährigen Krieg hielt sich die mehrheitlich protestantische Bevölkerung zur Friedenskirche Striegau. Katholisch war Tschechen zur katholischen Pfarrkirche in Puschkau gepfarrt. 1742 gründete man im Ort eine evangelische Schule in dem zeitweise ein Lehrer 137 Kinder unterrichtete. Seit 1882 war Tschechen zur evangelischen Kirchgemeinde in Puschkau gepfarrt. 1785 enthielt das Dorf ein Vorwerk, 20 Bauern, 18 Gärtner, 15 Häusler und 405 Einwohner. 1845 zählte Tschechen 73 Häuser, zwei Vorwerke, eine evangelische Schule, 603 Einwohner, davon 39 katholisch und der Rest evangelisch. Außerhalb des Ortes lag eine Wassermühle, die sogenannte Tschechenmühle. Tschechen gehörte zum Amtsbezirk Puschkau. 1937 erfolgte die Umbenennung in Friedrichsrode. 1939 betrug die Einwohnerzahl 659 Personen in 191 Haushaltungen. Mit der Übernahme 1945 durch sowjetischen Truppen und polnische Administration wurde Friedrichsrode in Czechy umbenannt. Die deutschen Einwohner wurden vertrieben und durch Polen ersetzt. 2010 betrug die Einwohnerzahl 426.